# 7-я стрелковая дивизия (1-го формирования)
7-я стрелковая дивизия (7-я стрелковая Черниговская трижды Краснознамённая, ордена Трудового Красного Знамени дивизия имени М. В. Фрунзе; формирования 1918 года) — воинское соединение СССР РККА до и во время Великой Отечественной войны.

## История дивизии
7-я стрелковая Черниговская (бывшая Владимирская) дивизия начала формироваться в Ярославском военном округе в сентябре 1918 года.. (Формировалась во Владимире, Костроме, Шуе из добровольцев 1-й Таврической, 3-й Московской и Костромской пехотных дивизий).
Штаб дивизии формировался в городе Шуя.
В конце декабря 1918 года, в ходе Пермской оборонительной операции одна бригада 7-й стрелковой дивизии РККА (в это время находившейся в резерве главнокомандующего РККА) была направлена в качестве подкрепления в состав перешедшей в наступление 2-й армии командарма В. И. Шорина.
На 19.03.1919 года штаб 7-й дивизии стоял в городе Воткинск.
1 мая 1919 года дивизия переправилась через Вятку и расположилась по левому берегу в районе Вятских Полян.
К 19 мая 1919 года войскам Северной группы Восточного фронта (2-я и 3-я армии) удалось остановить продвижение белогвардейской Сибирской армии на рубеже устье реки Вятка, река Кильмезь, верховье реки Кама.
С 26-го июня по 6-е июля 1919 года части дивизии перебрасываются под Курск в подчинение Южного фронта.
2-го января 1920 года дивизия получила приказ сосредоточиться в районе Киева, где поступить в распоряжение командарма 12.
25 марта 1920 года начинается решительное наступление на укрепленную позицию противника в районе Емельчино — Новоград-Волынск.
С 21 апреля по 27 мая 1922 года дивизия входила в состав Юго-Западного военного округа Вооружённых Сил Украины и Крыма. С 27 мая — в состав Украинского военного округа. В 1922 в округе началось формирование 14-го стрелкового корпуса. Дивизия вошла в состав этого корпуса.
Дивизия принимала участие в Польской кампании.
2 октября 1939 года дивизия была в составе 6-го стрелкового корпуса 6-й армии Украинского фронта.
Дивизия принимала участие в Зимней войне (участвовала во взятии Выборга).
В мае 1940 года переформирована в 7-ю моторизованную дивизию. В июне-июле 1940 года принимала участие в Бессарабской кампании.
На 22 июня 1941 года дислоцировалась в Дрогобыче, где и встретила войну. К 26 июня 1941 года, совершив марш, находилась в районе Соколувка, Адамы, затем безуспешно контратаковала немецкие части. К концу июня находилась в районе Броды, принимала участие в известном сражении под Бродами.
Попала в окружение, сформированное 75-й и 57-й немецкими пехотными дивизиями, и, потеряв много танков, артиллерии и транспорта, вырвалась из кольца и сосредоточилась юго-восточней Бродов.
В период с 29 июня остатки 7-й мсд и 12-й тд с тылами 34-й тд последовательными переходами к 10 июля 1941 года сосредоточились в районе Нежин, где приводили себя в порядок, восстанавливая убыль в личном составе и потери в материальной части, к 7 июля 1941 года заняла позиции у Казатина.
В дальнейшем обороняла Прилуки, откуда была выбита.
12 сентября вновь переформирована в 7-ю стрелковую дивизию.
В сентябре 1941 года уничтожена в Киевском котле.

## Подчинение
| Дата                 | Фронт (округ)                    | Армия                    | Корпус (группа)                               | Примечания                 |
| -------------------- | -------------------------------- | ------------------------ | --------------------------------------------- | -------------------------- |
| 1922                 | Вооружённые Силы Украины и Крыма | Украинский военный округ | 14-й стрелковый корпус                        |                            |
| сентябрь 1939 года   | Украинский фронт                 | 6-я армия                | 6-й стрелковый корпус                         | Во время Польской кампании |
| 3 февраля 1940 года  |                                  | 7-я армия                | 50-й стрелковый корпус                        | Во время Зимней войны      |
| 20 февраля 1940 года | 7-я армия                        |                          | 10-й стрелковый корпус 34-й стрелковый корпус | переподчинена в один день  |
| июнь 1940 года       |                                  | 12-я армия               | 15-й стрелковый корпус                        |                            |
| 22 июня 1941 года    | Юго-Западный фронт               | 26-я армия               | 8-й механизированный корпус                   |                            |
| 1 июля 1941 года     | Юго-Западный фронт               |                          | 8-й механизированный корпус                   |                            |
| 10 июля 1941 года    | Юго-Западный фронт               |                          | 8-й механизированный корпус                   |                            |
| 1 августа 1941 года  | Юго-Западный фронт               |                          | 8-й механизированный корпус                   |                            |
| 1 сентября 1941 года | Юго-Западный фронт               | 26-я армия               |                                               |                            |

## Состав

### Как 7-я моторизованная дивизия
- 27-й мотострелковый Краснознамённый полк полковник Черняев, Фёдор Гаврилович
- 300-й мотострелковый полк полковник Плешаков, Иван Николаевич
- 13-й (405-й) танковый полк полковник Ступак, Фёдор Григорьевич
- 23-й артиллерийский полк 	полковник Шамаев, Фёдор Васильевич
- 145-й отдельный истребительно-противотанковый дивизион
- 90-й отдельный зенитный артиллерийский дивизион
- 36-й лёгкий инженерный батальон
- 71-й отдельный разведывательный батальон
- 118-й отдельный батальон связи
- 99-й артиллерийский парковый дивизион
- 86-й медико-санитарный батальон
- 26-й автотранспортный батальон
- 66-й ремонтно-восстановительный батальон
- 17-я рота регулирования
- 67-й полевой хлебозавод
- 76-я полевая почтовая станция
- 404-я полевая касса Госбанка
- 26-й механизированный полк

### Как 7-я стрелковая дивизия
- 12-й стрелковый полк
- 300-й стрелковый полк
- 23-й артиллерийский полк
- 145-й отдельный истребительно-противотанковый дивизион
- 90-й отдельный зенитный артиллерийский дивизион
- 97-й отдельный разведывательный батальон
- 118-й отдельный батальон связи
- 99-й артиллерийский парковый дивизион
- 86-й медико-санитарный батальон
- 67-й полевой хлебозавод
- 76-я полевая почтовая станция
- 404-я полевая касса Госбанка

## Командиры
- 25 сентября 1918 года — 14 апреля 1919 года — Романов, Герасим Фёдорович
- 14 апреля 1919 года — 11 октября 1919 года — Соболев, Александр Васильевич
- 11 октября 1919 года — 13 декабря 1920 года — Голиков, Александр Григорьевич
- 13 декабря 1920 года — 01 августа 1921 года — Бахтин, Александр Николаевич
- апрель — ноябрь 1923 — Лукин, Михаил Фёдорович
- 1923-1926 — Иванов Петр Сергеевич
- 1926 — декабрь 1928 года — Штромбах, Ярослав Антонович
- декабрь 1928 года — декабрь 1930 года — комдив Квятек Казимир Францевич
- 15.11.1931 года — 27.02.1935 года — Белый, Семён Осипович
- февраль 1935 года — июнь 1937 года — комбриг Турчан, Владимир Мартынович
- июнь 1937 — февраль 1938 года — комбриг Шумилов, Михаил Степанович[4]
- июль 1938 года — апрель 1939 года — полковник (с 09.02.1939 — комбриг) Советников, Иван Герасимович
- май 1939 год — 16 июля 1940 года — комбриг (с 04.06.1940 — генерал-майор) Верзин, Сергей Владимирович
- 20 июля 1940 года — 22 сентября 1941 года — полковник Герасимов, Александр Васильевич[5]

## Военкомы
- Рогалёв, Фёдор Фёдорович (14 января 1920 года — 31 июля 1921 года)[6]

## Награды и наименования
До Великой Отечественной войны
- 28 мая 1920 года — награждена Почётным революционным Красным Знаменем ВЦИК[6]
- 13 декабря 1920 года — присвоено наименование «Владимирская»
- июль 1925 года — переименована в «Черниговскую»
- 1928 год — присвоено имя М. В. Фрунзе
- 27 февраля 1929 года —  Орден Красного Знамени — награждена постановлением Президиума Центрального Исполнительного Комитета СССР от 27 февраля 1929 года .[7]
- 27 февраля 1934 года —  Орден Трудового Красного Знамени — награждена постановлением Президиума Центрального Исполнительного Комитета СССР от 27 февраля 1934 года за непосредственное трудовое участие дивизии в целом ряде успешно проведенных хлебозаготовительных компаний и за помощь, оказанную личным составом дивизии отдельным заводам в борьбе за выполнение промфинплана.[8]
- 21 марта 1940 года —  Орден Красного Знамени — награждена указом Президиума Верховного Совета СССР от 21 марта 1940 года за образцовое выполнение боевых заданий командования на фронте борьбы с финской белогвардейщиной и проявленные при этом доблесть и мужество.[9]

## Отличившиеся воины дивизии
- Бирцев, Иван Фёдорович, лекарский помощник, исполняющий обязанности военного врача батальона 257-го стрелкового полка.
- Видяшев, Николай Тимофеевич, капитан, командир 257-го стрелкового полка.
- Гармаев, Гармажап Аюрович, красноармеец, пулемётчик 257-го стрелкового полка.
- Горшков, Егор Гаврилович, младший комвзвод, механик-водитель танка танковой роты 27-го стрелкового полка.
- Дьяконов, Ефрем Аристаулович, младший командир, командир танка танковой роты 27-го стрелкового полка.
- Егоров, Сергей Андреевич, батальонный комиссар, военный комиссар 27-го стрелкового полка.
- Захаров, Василий Григорьевич, красноармеец, стрелок 300-го стрелкового полка.
- Заяц, Денис Архипович, младший командир, старшина роты 257-го стрелкового полка.
- Ионичев, Пётр Григорьевич, красноармеец, пулемётчик 300-го стрелкового полка.
- Карабаев, Негмат, красноармеец, стрелок 300-го стрелкового полка.
- Кулик, Афанасий Трофимович, красноармеец, стрелок 27-го стрелкового полка.
- Кунижев, Замахшяри Османович, красноармеец, пулемётчик 300-го стрелкового полка.
- Руденок, Яков Фёдорович, младший комвзвод, исполняющий должность командира танкового взвода 405-го отдельного танкового батальона.
- Снагощенко, Василий Гаврилович, политрук, политрук роты 27-го стрелкового полка.
- Сулаберидзе, Александр Сергеевич, младший командир, механик-водитель танка танковой роты 27-го стрелкового полка.
- Ткачёв, Макар Лукич, младший лейтенант, командир взвода 300-го стрелкового полка.
- Шамрай, Михаил Семёнович, младший лейтенант, командир роты 257-го стрелкового полка.
- Щепкин, Алексей Иванович, отделённый командир, пулемётчик 27-го стрелкового полка.

## Известные люди, связанные с дивизией
- Байдалинов, Сергей Артемьевич —  В 1920-1924 гг. проходил службу: с октября 1920 г. командир 58-го стрелкового полка 7-й стрелковой дивизии, с 1922 г. помощник командира, врид командира 20-го стрелкового полка 7-й стрелковой дивизии. Генерал-майор
- Кравцов, Николай Иванович — в 1921-1922 гг. служил командиром взвода, начальником полковой школы и командиром эскадрона в отдельном кавалерийском полку.  Впоследствии, советский военачальник, полковник.
- Беляев Николай Иванович — c 07.1922 командир роты 19-го сп. С 08.1922 г. помощник командира батальона 19-го сп.
- Белов, Евтихий Емельянович — В 1923-1932 гг.  С 10.1923 года служил на должностях помощника командира и командира роты, командира батальона 21-го стрелкового полка. В 04.1931 года был назначен на должность помощника командира по строевой части 19-го стрелкового полка, Впоследствии советский военачальник, генерал-лейтенант танковых войск. Герой Советского Союза (1945).
- Орловский, Валентин Викентьевич — С ноября 1925 года по сентябрь 1926 года — военком 7-го артиллерийского полка. Впоследствии советский военачальник, генерал-лейтенант.
- Никитин, Михаил Николаевич — в 1927-1928 гг. служил помощником командира дивизии. Впоследствии советский военный деятель, генерал-майор артиллерии, член-корреспондент Академии артиллерийских наук.
- Руденко, Сергей Николаевич — в 1927-1937 гг. служил помощником командира роты 19-го стрелкового полка, командиром роты, пом. командира и командиром батальона 20-го стрелкового полка Впоследствии, советский военачальник, полковник.
- Буланов, Гавриил Алексеевич — в 1929-1932 гг. служил начальником полковой школы, начальником штаба и пом. командира 19-го стрелкового  полка по строевой части.  Впоследствии, советский военачальник, полковник.
- Опякин, Павел Прокофьевич — в 1937-1939 гг. командовал батальоном в 19-м стрелковом полку в г. Нежин. Впоследствии, советский военачальник, генерал-майор.